# Chen Ding-nan

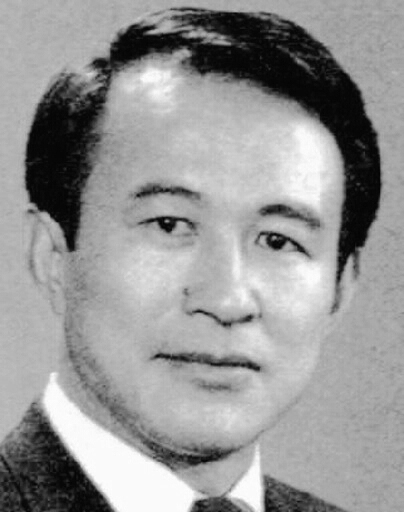
Ein Porträt von Chen Ding-nan.

Chen Ding-nan (chinesisch 陳定南 / 陈定南, Pinyin Chén Dìngnán; * 29. September 1943 in Yilan; † 5. November 2006 in Taipeh) war ein taiwanischer Politiker.
Nach dem Studium der Rechtswissenschaften an der National Taiwan University, das er 1966 mit einem Bachelor of Law abschloss, war Chen in der Wirtschaft seiner Heimatprovinz tätig.
1981 wurde er als Parteiloser der erste Verwalter des Kreises Yilan, der nicht der seit Jahrzehnten regierenden Kuomintang angehörte und wurde 1985 wiedergewählt.
Nach Beendigung seiner zweiten Amtszeit kandidierte Chen 1989 erfolgreich für das Parlament (Legislativ-Yuan) für den Wahlkreis Yilan und wurde anschließend 1992, 1995 und 1998 wiedergewählt. 1993 trat er der Demokratischen Fortschrittspartei (DPP) bei. 1994 unterlag er bei seiner Kandidatur zum Gouverneur der Provinz Taiwan seinem Gegenkandidaten James Soong.
Am 20. Mai 2000 ernannte ihn der kurz zuvor gewählte Präsident Chen Shui-bian zum Justizminister. Dessen Regierung gehörte er bis zum 31. Mai 2005 an. Während seiner Amtszeit bemühte sich Chen um die Zurückdrängung des organisierten Verbrechens. Darüber hinaus war der als „Mr. Clean“ bekannte Politiker geachtet für seine einfache Lebensweise und seine Volksnähe.
Ende 2005 kandidierte Chen erneut als Verwalter des Kreises Yilan, unterlag aber diesmal dem Kandidaten der Kuomintang.
Nach einer mehrmonatigen Krankheit starb er am 5. November 2006 im Universitätskrankenhaus in Taipeh an Lungenkrebs.
| Personendaten    | Personendaten          |
| ---------------- | ---------------------- |
| NAME             | Chen, Ding-nan         |
| ALTERNATIVNAMEN  | 陳定南 (chinesisch)    |
| KURZBESCHREIBUNG | taiwanischer Politiker |
| GEBURTSDATUM     | 29. September 1943     |
| GEBURTSORT       | Yilan (Taiwan)         |
| STERBEDATUM      | 5. November 2006       |
| STERBEORT        | Taipeh                 |